# Пресидіо (округ, Техас)
Шаблон:StateAbbr_ 30°00′ пн. ш. 104°14′ зх. д. / 30° пн. ш. 104.23° зх. д.
Округ  Пресидіо (англ. Presidio County) — округ (графство) у штаті  Техас, США. Ідентифікатор округу 48377. Округ, розташований в регіоні Транс-Пекос у південно-західній частині штату Техас. Він отримав свою назву на честь історичного прикордонного поселення Пресидіо-дель-Норте. Займаючи трикутну форму, округ межує на сході з округом Брустер, на півночі з округом Джефф-Девіс та на півдні та заході протягом 135 миль знаходиться на кордоні з річкою Ріо-Гранде та Мексикою. Адміністративний центр округу — місто Марфа, розташоване приблизно в 190 милях на південний схід від Ель-Пасо та в 150 милях на південний захід від Одеси.

## Історія
Округ утворений 1875 року.

## Географія
Географічний центр округу Пресидіо знаходиться на широті 30°30' північної широти та довготі 104°15' західної довготи. Площа округу становить 3 857 квадратних миль, а його територія вражає різноманітними рельєфами, геологією та рослинністю.
Північна та західна частини округу характеризуються рівнинами, відомими як Марфа-Плейто та Гайленд-Кантрі. Ці райони вкриті глинами та піщаними льодами, що надають живучі угіддя для росту грами. Регіон славиться своїми гірськими граціями високих холмів, які процвітають завдяки сприятливим умовам. Рухаючись до центральної, далекої західної та південно-східної частин округу, можна зустріти одні з найвищих гірських хребтів у Техасі. Ці вершини складаються з вулканічних порід, покритих розсипом вільного матеріалу. Тут процвітають пустельні кущі та кактуси, і характерним для цього регіону є грубе каньйони та багато джерел. Особливим природним дивом є водоспад Капоте, який живиться джерелами і має висоту 175 футів, що робить його найвищим водоспадом в Техасі. Він знаходиться в західній частині округу Пресидіо.
Округ Пресидіо має непересічну та чарівну природну красу, яка складається з луків, гір, пустельних ландшафтів та величного Ріо-Гранде. Висота на території округу варіюється від 2 518 до 7 728 футів над рівнем моря, а гори допомагають пом'якшити температури. Клімат варіюється від середніх температур 33 °F в січні до 100 °F в липні. Річний середній опад складає всього 12 дюймів, переважно у червні, липні та серпні. Сезон зростання триває близько 238 днів.
На півдні та заході знаходяться вулканічні скелі Канделарія, також відомі як Сьєрра-В'єха, які виступають перпендикулярно та паралельно до річки Ріо-Гранде. Ці скелі виступають як природна бар'єр, розділяючи гірські лукові території від пустельного ґрунту на сотні футів нижче. Гравійні плато простягається від скель до повеневих равнин річки та сприяє росту пустельних кущів та кактусів. Вздовж річки за допомогою іригації здійснюється вирощування овочів, зерна та бавовни. В окрузі немає постійних потоків, хоча багато сухих арройо стають небезпечними потоками під час сильних дощів. До найвідоміших з них відносять Аламіто-Крік, Сіболо-Крік, Капоте-Крік та Пінто-Каньйон. У 1911 році була побудована гребля Сан-Естебан через річку Аламіто, перетворивши її на проект іригації та землекористування.

## Демографія
За даними перепису 2000 року загальне населення округу становило 7304 осіб, зокрема міського населення було 4168, а сільського — 3136. Серед мешканців округу чоловіків було 3545, а жінок — 3759. В окрузі було 2530 домогосподарств, 1864 родин, які мешкали в 3299 будинках. Середній розмір родини становив 3,43.
Віковий розподіл населення поданий у таблиці:
| Стать    | До 15 років | 15-21 | 22-29 | 30-39 | 40-49 | 50-65 | 65-85 | Понад 85 |
| -------- | ----------- | ----- | ----- | ----- | ----- | ----- | ----- | -------- |
| Чоловіки | 988         | 376   | 305   | 443   | 399   | 544   | 453   | 37       |
| Жінки    | 969         | 445   | 337   | 508   | 432   | 541   | 457   | 70       |

## Виноски
1. ↑  Presidio County | TX Almanac. www.texasalmanac.com. Процитовано 30 червня 2023.
2. ↑  U.S. Decennial Census. United States Census Bureau. Процитовано 6 травня 2015.
3. ↑  Texas Almanac: Population History of Counties from 1850–2010 (PDF). Texas Almanac. Процитовано 6 травня 2015.
4. ↑  State & County QuickFacts. United States Census Bureau. Архів оригіналу за 25 вересня 2011. Процитовано 22 грудня 2013.(англ.) Наведено за англійською вікіпедією.
5. ↑  American FactFinder. Бюро перепису населення США. Архів оригіналу за 26 лютого 2012. Процитовано 31 січня 2008.

| США | Це незавершена стаття з географії США. Ви можете допомогти проєкту, виправивши або дописавши її. |